# Alexander Peresvet

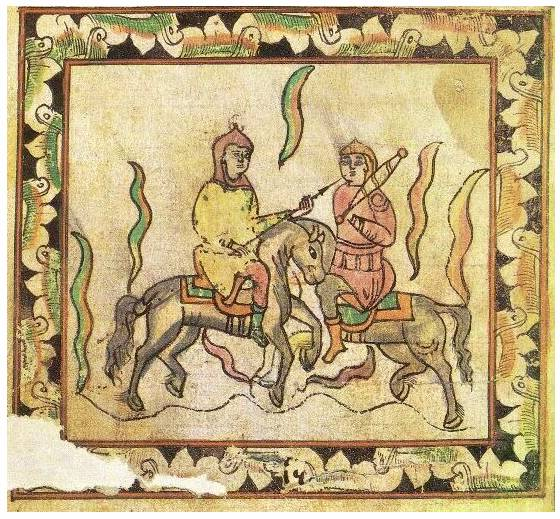
Peresvets envig. Rysk bokillustration från 1600-talet (Сказание о Мамаевом побоище)

Alexander Peresvet (ryska: Александр Пересвет; fornöstslaviska: Александръ Пересвѣтъ), död 8 september 1380 på Kulikovofältet, var en östslavisk bojar och möjligen munk som vördas som helgon inom den Rysk-ortodoxa kyrkan med festdag den 7 september.

## Legenden

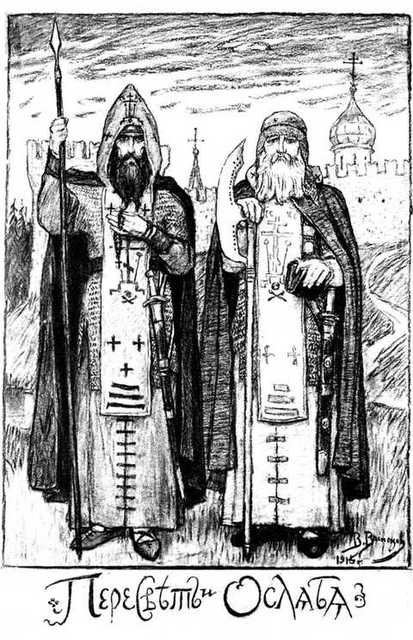
V. M. Vasnetsov: Peresvet och Osljabja

Peresvet, som var hans världsliga namn och närmast betyder ”den klart lysande”, ska ha härstammat från Brjansk, som vid tidpunkten hörde till Storfurstendömet Litauen. Tillsammans med sin ”broder” Osljabja, som likaså var bojar, ska han ha tagit tonsuren i Treenighetsklostret norr om Moskva: Peresvet med munknamnet Alexander och Osljabja med munknamnet Andrej (dvs Andreas). De bägge ska ha sänts av den helige Sergius av Radonezj att bistå storfurst Dmitrij Donskoj av Moskva då denne 1380 begav sig med en armé från olika rusiska furstendömen för att möta en här från Gyllene Horden på Kulikovofältet (”Snäppfältet”). I litterära medeltida texter om Slaget på Kulikovofältet såsom Zadonsjtjina (”Berättelsen om vad som hände bortom Don”) sägs slaget ha inletts med att Peresvet utmanades på envig av en väldig tatarisk kämpe. I enviget stupade de bägge, men detta sågs om ett gott tecken och i det följande slaget segrade styrkorna från Moskva och dess allierade. Både Peresvet och Osljabja anses vara begravna i Gudsmoderns födelsekyrka i Gamla Simeonsklostret i Moskva.

## Historia
Bland andra A. V. Kuzmin har påpekat att i de äldsta krönikekällorna om dem som stupade i slaget anges Alexander Peresvet inte som munk. De specificerar vidare att de nämner stupade ur en själamässbok (ry. Синодик) som endast räknar upp ”furstar, högättade bojarer och befälhavare (ry. воеводы), inte övriga bojarer och tjänare”. Kuzmin och flera andra historiker drar slutsatsen att Peresvets munkstatus är en from legend från 1400-talet och att han sannolikt deltog i slaget som befälhavare över en del av styrkorna.

## Nutida referenser

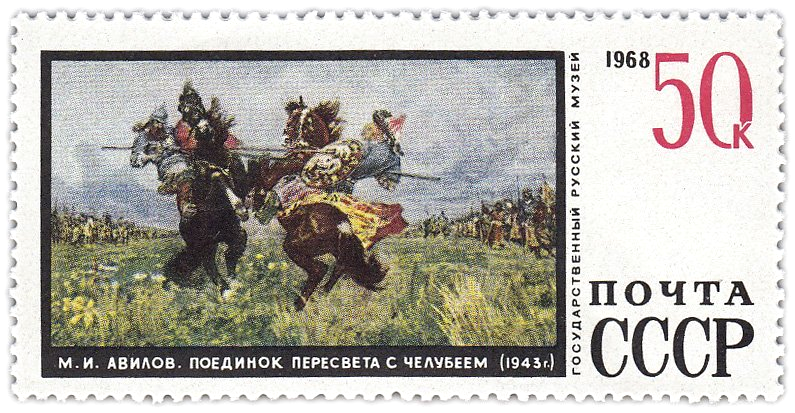
Peresvets envig. Sovjetiskt frimärke från 1968 med målning från 1943 av Michail Avilov

Alexander Peresvet hör i Ryssland till de mest allmänt kända medeltida gestalterna och han aktualiseras därför gärna i patriotiska syften. Redan i det ryska imperiet fanns en fregatt och ett slagskepp ”Peresvet”, en stad i Moskva Oblast som grundades som raketforskningsstad heter “Peresvet”, det finns ett modernt laservapenkomplex ”Peresvet” och ett specialförband i Rysslands nationalgarde ” Peresvet”, liksom flera företag och idrottsklubbar med namnet. Den Rysk-ortodoxa kyrkan helgonförklarade å sin sida Alexander Peresvet och Andrej Osljabja 1981. De firas bland annat den 7 september som Alexander och Andrej av Radonezj och en hymn till dem betonar – med syftning på segern över den Gyllene Horden 1380 – att de ”besegrade den hagarianska (dvs. muslimska) ormen . . . Bed för hela det ryska ortodoxa släktet, ni våra heliga fränder!”.

## Efterkommande
A. V. Kuzmin har visat att den ryska adliga ätten Peresvetov och dess svenska gren, ätten Pereswetoff-Morath, liksom möjligen ätten Matov, med all sannolikhet härstammar från Alexander Peresvet. Till den förstnämnda ätten hör även den ryske 1500-talsförfattaren och politiske tänkaren Ivan Semjonovitj Peresvetov, som själv uttryckligen gjorde anspråk på släktskap med Alexander Peresvet och Andrej Osljabja.